# Gonnosnò
Gonnosnò là một đô thị ở tỉnh Oristano trong vùng Sardinia, có khoảng cách khoảng 60 km về phía tây bắc của Cagliari và cách khoảng 30 km southvề phía đông của Oristano. Tại thời điểm ngày 31 tháng 12 năm 2004, đô thị này có dân số 848 người và diện tích là 15,4 km².
Gonnosnò giáp các đô thị: Albagiara, Ales, Baradili, Baressa, Curcuris, Genoni, Simala, Sini, Usellus.